# Der Preis der Versuchung
Der Preis der Versuchung (Originaltitel: Mademoiselle de Joncquières) ist ein französischer Historienfilm von Emmanuel Mouret aus dem Jahr 2018 mit Cécile de France und Édouard Baer in den Hauptrollen. Als literarische Vorlage diente eine Episode aus dem Roman Jacques der Fatalist und sein Herr von Denis Diderot.

## Handlung
Frankreich im 18. Jahrhundert: Die verwitwete Madame de la Pommeraye hat den Marquis des Arcis auf ihrem herrschaftlichen Landsitz zu Gast. Der für seine zahllosen Liebschaften weithin bekannte Marquis ist entschlossen, nun auch Madame de la Pommeraye für sich zu erobern. Diese gibt sich der Liebe gegenüber gleichgültig. Sie habe ihren verstorbenen Ehemann nur bis zur Hochzeit allenfalls gemocht und glaube nur an Freundschaft. Der Marquis bleibt jedoch hartnäckig und will erst abreisen, wenn er sein Ziel erreicht hat, auch wenn er dafür seine Geschäfte vernachlässigen muss. Nach mehreren Monaten gemeinsam verbrachter Zeit beginnt Madame de la Pommeraye zu glauben, dass der Marquis sich geändert hat und ihr echte Gefühle entgegenbringt, und lässt sich trotz der Warnungen ihrer engen Freundin schließlich doch auf ihn ein.
Nach zwei Jahren glücklichen Zusammenseins zieht es den Marquis immer häufiger zu seinen Baugeschäften nach Paris. Madame de la Pommeraye fühlt sich zunehmend vernachlässigt und gesteht ihrer Freundin, dass deren Misstrauen dem Marquis gegenüber wohl gerechtfertigt gewesen sei. Um herauszufinden, ob der Marquis tatsächlich das Interesse an ihr verloren hat und sich bereits nach anderen Frauen umschaut, gaukelt sie ihm vor, dass ihre Liebe zu ihm verflogen sei und ringt ihm so schließlich das Geständnis ab, sie nicht mehr zu lieben.
Tief verletzt beschließt Madame de la Pommeraye, sich an dem Marquis zu rächen und ihn für seine Treulosigkeit zu bestrafen. Zu diesem Zweck empfängt sie die vom Schicksal gebeutelte Madame de Joncquières und deren junge, liebreizende Tochter. Madame de Joncquières war es als unehelicher Tochter eines Barons einst verwehrt, eine Stellung in Anspruch zu nehmen; sie ließ sich von einem Herzog verführen, wurde schwanger, verarmte und landete mit ihrer Tochter in einem Bordell, wo beide als Prostituierte ihren spärlichen Lebensunterhalt verdienen müssen. Um ihren Plan in die Tat umzusetzen, verschafft Madame de la Pommeraye Mutter und Tochter zunächst eine ordentliche Unterkunft. Bei einem gemeinsamen Spaziergang mit dem Marquis in den königlichen Gärten sorgt sie dann dafür, dass ihnen die beiden vermeintlich sittsam in Armut lebenden Frauen über den Weg laufen. Der Marquis ist umgehend vom unschuldigen Liebreiz von Mademoiselle de Joncquières fasziniert. Weil er vor Sehnsucht nach einem Wiedersehen nicht mehr schlafen kann und auch keinen Trost bei einer Kurtisane findet, bittet er Madame de la Pommeraye um Hilfe.
Deren Freundin zeigt sich besorgt über die sich abzeichnende und in ihren Augen unchristliche Intrige gegen den Marquis. Madame de la Pommeraye ist jedoch entschlossen, mit ihrem Rachefeldzug fortzufahren. Sie wolle Gerechtigkeit, auch im Namen des weiblichen Geschlechts. Nachdem sie den Marquis eine Zeit lang hat zappeln lassen, arrangiert sie ein gemeinsames Abendessen mit Madame und Mademoiselle de Joncquières, zu dem auch der Marquis erscheint. Dessen Verlangen entbrennt daraufhin umso mehr für die junge Frau, die sich wie ihre Mutter auf Anweisung von Madame de la Pommeraye besonders fromm und zurückhaltend zeigt. Der Marquis, der heimlich ein Porträt von ihr anfertigen lässt, lauert ihr und ihrer Mutter immer wieder vor der Messe auf in der Hoffnung, sie näher kennenzulernen – ohne Erfolg. Um sie für sich zu gewinnen, bietet er ihr und ihrer Mutter eine Jahresrente von 600 Louis und wertvollen Schmuck an. Auf Geheiß von Madame de la Pommeraye nehmen die beiden Frauen die Geschenke jedoch nicht an. Voller Verzweiflung macht er ihnen immer großzügigere Angebote und ist sogar bereit, ihnen die Hälfte seines Vermögens zu überlassen. Von ihren Rachegelüsten getrieben, bleibt Madame de la Pommeraye trotz des Flehens von Madame de Joncquières unerbittlich und treibt den Marquis so zu dem Entschluss, das mittellose Mädchen zu heiraten und damit seinen Ruf aufs Spiel zu setzen.
Mademoiselle de Joncquières, die insgeheim unter dem Betrug an dem Marquis leidet und tiefe Schuldgefühle empfindet, heiratet schließlich ihren wohlhabenden Verehrer. Auf dessen Frage hin, warum sie nicht auch heirate, gesteht ihm Madame de la Pommeraye, dass er der einzige Mann gewesen sei, den sie dafür in Betracht gezogen hätte. Als „Hochzeitsgeschenk“ fährt sie mit ihm, seiner Braut und deren Mutter in einer Kutsche zu dem Bordell, wo die beiden mittellosen Frauen als Prostituierte gearbeitet haben. Als dem Marquis klar wird, dass er eine Prostituierte geheiratet hat, genießt Madame de la Pommeraye ihren Triumph: Er habe die Frau geheiratet, die seiner würdig sei, und ganz Paris werde davon erfahren.
Als der kompromittierte und desillusionierte Marquis, der seine junge Frau verstoßen hat, zu seinem Pariser Wohnsitz zurückkehrt, nimmt er sie nach einem Suizidversuch – sie wollte sich in der Seine ertränken – notgedrungen wieder bei sich auf. Ihre aufrichtige Demut bringt ihn dazu, ihr zu verzeihen und mit ihr aufs Land zu ziehen, bis der Skandal vergessen ist. Bei ihrem Aufbruch begegnet ihnen die Freundin der Madame de la Pommeraye. Sie solle dieser ausrichten, dass er ihr dankbar sei. Ohne ihre Intrige hätte er seine Ehefrau niemals kennengelernt. Auf den absichtlich falschen Bericht ihrer Freundin hin, den Marquis bei seiner Abreise allein angetroffen zu haben, stellt Madame de la Pommeraye eine gespielte Zufriedenheit zur Schau.

## Hintergrund

### Vorlage
Der Film basiert auf der Pommeraye-Episode des Diderot-Romans Jacques der Fatalist und sein Herr, die von Friedrich Schiller auch unter dem Titel Merkwürdiges Beispiel einer weiblichen Rache (1785) ins Deutsche übersetzt und bereits von Robert Bresson als Die Damen vom Bois de Boulogne (1945) verfilmt wurde. Für seine Adaption von 2018 ergänzte der Regisseur und Drehbuchautor Emmanuel Mouret die Handlung um die von Laure Calamy gespielte Freundin der Madame de la Pommeraye, die bei Diderot nicht vorkommt und die Mouret im Film bewusst als Stimme der Vernunft einsetzte.

### Dreharbeiten

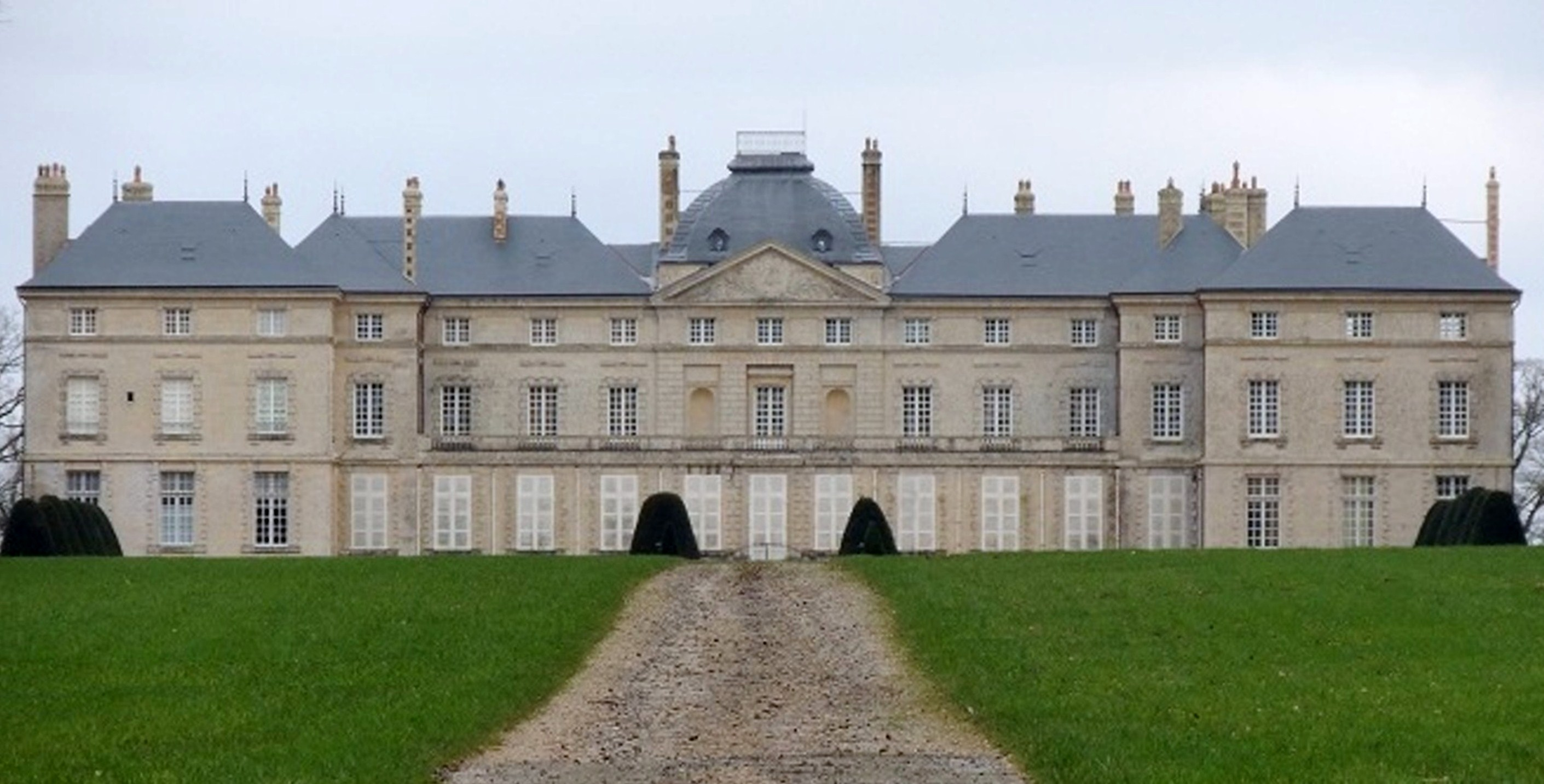
Château de Sourches

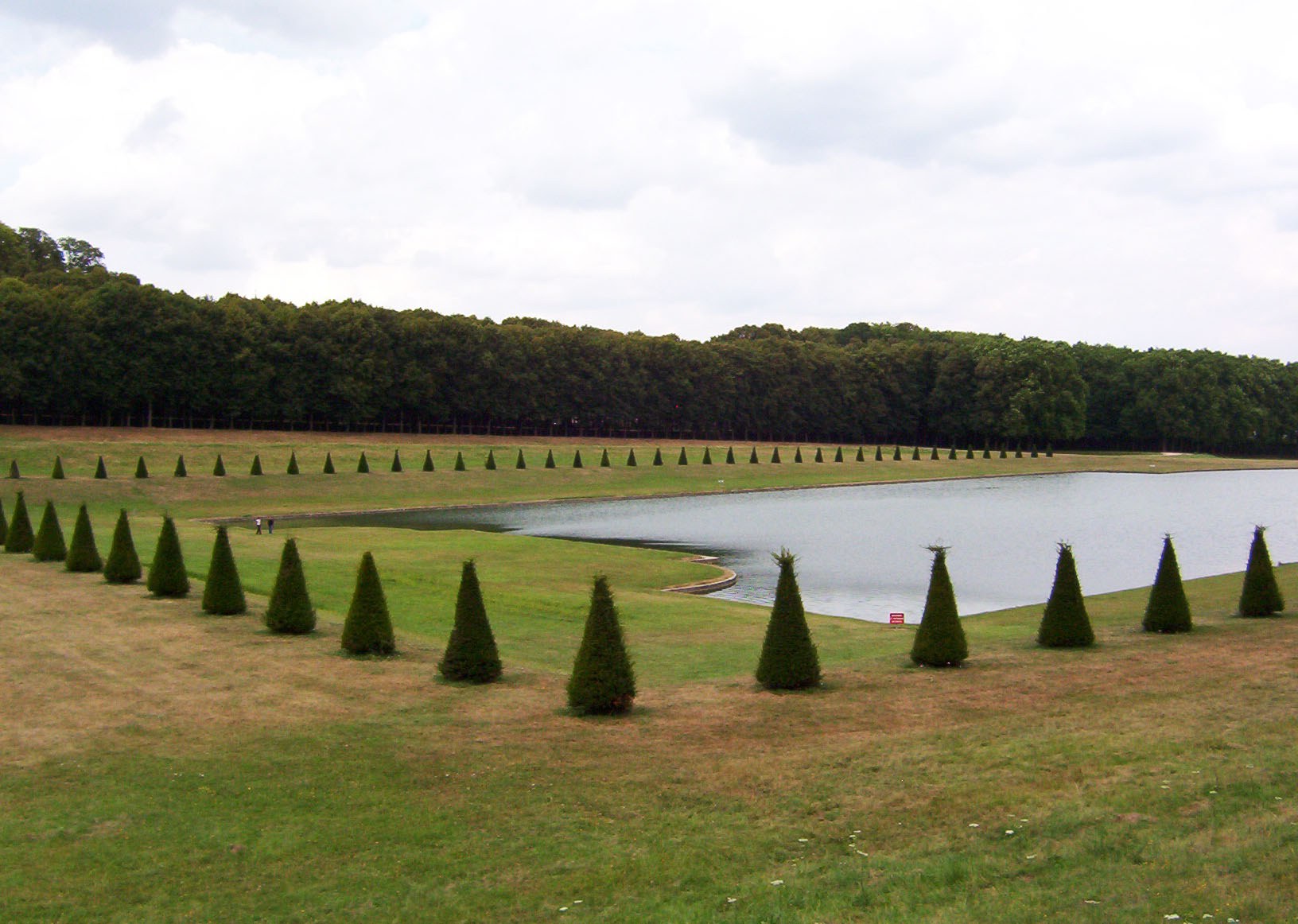
Die Parkanlagen von Marly-le-Roi, ein weiterer Drehort des Films

Die Dreharbeiten fanden im August und September 2017 statt. Als einer der Drehorte diente das Château de Sourches in Saint-Symphorien im Département Sarthe, das im Film mit seinem weitläufigen Park als Madame de la Pommerayes Residenz zu sehen ist und wo auch die Innenaufnahmen vom Wohnsitz des Marquis entstanden. Die Szenen in den Parkanlagen des Königs wurden in Marly-le-Roi im Département Yvelines gedreht.
Weitere Aufnahmen entstanden vor der Kathedrale Saint-Maclou in Pontoise im Département Val-d’Oise sowie in den historischen Teilen des Gebäudekomplexes Val-de-Grâce in Paris. Für das Szenenbild war David Faivre zuständig. Die Kostüme entwarf Pierre-Jean Larroque, der bereits an mehreren historischen Filmen mitgewirkt hatte und bei seiner Arbeit zusammen mit Mouret, Faivre und Kameramann Laurent Desmet auf klare Linien setzte, um die Vitalität und Aufbruchstimmung von Diderots Zeit, dem Zeitalter der Aufklärung, zu veranschaulichen.

## Filmmusik
Außer einem von Giovanni Mirabassi für den Film komponierten Klavierstück unter dem Titel Mademoiselle de Joncquières, das am Ende des Abspanns zu hören ist, wurden für die musikalische Begleitung des Films ausschließlich Kompositionen aus dem 18. und 19. Jahrhundert verwendet:
- Pizzicato (Fragment eines Konzerts für Violine, Streicher und Basso continuo) von Johann Georg Reutter
- L’Arlésienne, Suite Nr. 2: Menuett von Georges Bizet
- Menuett I und II in A-Dur und a-Moll von Claude Balbastre
- Menuett in G-Dur (BWV Anh. 114) von Johann Sebastian Bach
- Menuett in g-Moll (BWV Anh. 115) von Johann Sebastian Bach
- Sonate in c-Moll: Allegro espressivo von Giovanni Battista Pescetti
- Konzert in C-Dur für Harfe und Orchester: II. Andante lento von François-Adrien Boieldieu
- Wassermusik, Suite Nr. 3: Gigue I und II (HWV 350) von Georg Friedrich Händel
- Konzert Op. 3, Nr. 2 in g-Moll (RV 578) von Antonio Vivaldi
- Konzert in d-Moll: Allegro Assai (RV 566) von Antonio Vivaldi
- Sonate in C-Dur (K. 159) von Domenico Scarlatti
- Konzert Nr. 1 in d-Moll: Allegro (BWV 1052) von Johann Sebastian Bach
- Adagio in C-Dur (BWV 564) von Johann Sebastian Bach
- Die vier Jahreszeiten – Der Herbst, Op. 8 in F-Dur: II. Adagio (RV 293) von Antonio Vivaldi
- Die vier Jahreszeiten – Der Sommer, Op. 8 in g-Moll: I. Allegro non molto (RV 315) von Antonio Vivaldi
- Sonate in d-Moll, Op. 1, Nr. 12, „La Follia“: I. Adagio (RV 63) von Antonio Vivaldi

## Rezeption

### Veröffentlichung
Der Preis der Versuchung wurde am 7. September 2018 auf dem Toronto International Film Festival uraufgeführt und kam am 12. September 2018 in die französischen und belgischen Kinos. In Frankreich sahen rund 547.400 Zuschauer den Film, dessen Budget bei fünf Millionen Euro lag. In Deutschland war der Film, wie auch in den Vereinigten Staaten und den Niederlanden, erstmals am 8. März 2019 als Video-on-Demand bei Netflix zu sehen. Am 10. Februar 2021 wurde er auf Arte erstmals im deutschen Free-TV ausgestrahlt.

### Kritiken
„In prächtigen Kulissen und mit einem Gespür für Nüchternheit und Eleganz inszeniert der Regisseur einen vergnüglichen Krieg der Geschlechter“, befand Le Journal du Dimanche. Le Monde lobte die Geradlinigkeit des Films, die guten Darstellerleistungen, seine klare Figurenzeichnung und deren Entwicklung. Das Zeitalter der Aufklärung biete dabei nicht nur „die schönsten Kulissen“, sondern auch „eine Sprache voller Feinheiten“, die die Schauspieler „in ihrem ganzen Charme“ wiederbeleben würden. Die eigentliche Schönheit des Films beruhe jedoch auf der Tatsache, „dass er allen seinen Charakteren gleichermaßen wohlwollend gegenübersteht“ und dabei „neugierig auf ihre Widersprüche, aber niemals hart ihnen gegenüber“ sei, sodass etwa Madame de la Pommeraye in ihrer Rache „nicht allein selbstsüchtig, sondern im Namen des weiblichen Geschlechts“ handle, „um das männliche Geschlecht zu bestrafen und zu erziehen“, und diese Rache vielmehr als „eine Geste der Liebe“ zu verstehen sei.
L’Express schrieb, es sei „ein Glück, dass das französische Kino diese Art von Film weiterhin produziert“. Der Film, der an die Leinwandadaptionen von Gefährliche Liebschaften erinnere, sei durch seine wunderschön vorgetragenen Dialoge „angenehm für das Ohr, aber am Ende zu süßlich“, um wirklich spannend zu sein. Le Figaro zufolge könne der Film „zum Glück“ Cécile de France vorweisen, deren Charme „strahlend“ sei.

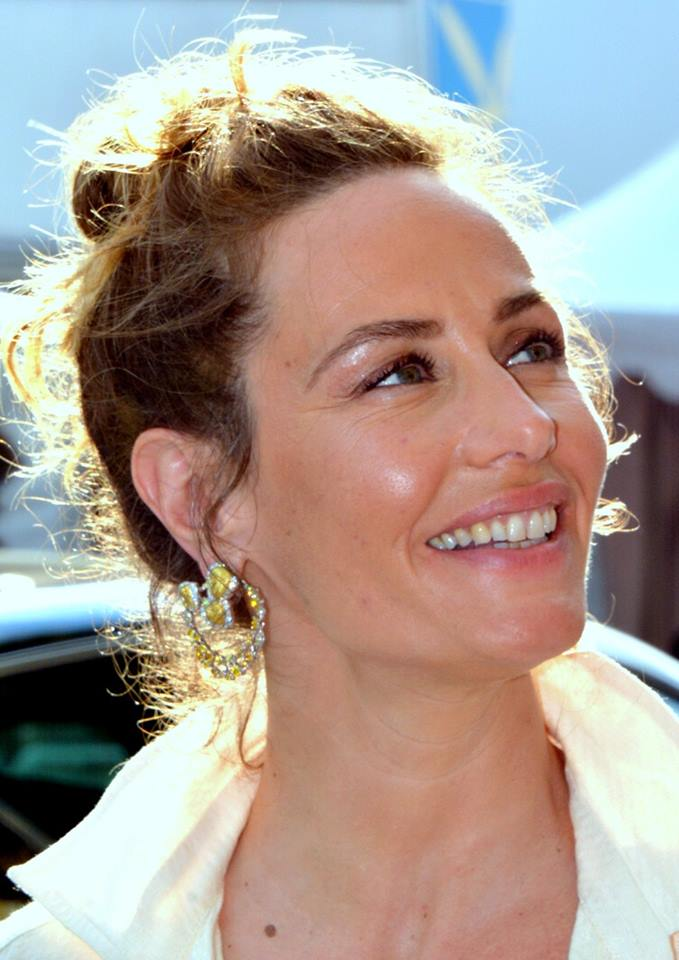
Cécile de France (2018)

Für den Filmdienst war Der Preis der Versuchung ein „leichtfüßiges Rokoko-Kostümdrama mit geschliffenen Dialogen“. Im Fokus stehe jedoch weniger ein Sittenbild des 18. Jahrhunderts als vielmehr „die Lust an dem von zwei glänzenden Hauptdarstellern getragenen Intrigenspiel“. Film-rezensionen.de verglich das Historiendrama mit der Handlung von Love & Friendship, in der ebenfalls „im Mittelpunkt eine reizende Dame aus gutem Haus steht, die im Hintergrund die Messer wetzt und Intrigen spinnt“. Der Preis der Versuchung besitze jedoch nicht „die leichtfüßige Gemeinheit“ der Jane-Austen-Verfilmung und biete dem Zuschauer stattdessen „einen atmosphärischen Einblick in den französischen Landadel, dessen makellose Fassade emotionale Abgründe verbirgt“. Cécile de France „überstrahlt“ die Ereignisse und die anderen Darsteller und man könne für ihre „manipulative“ Madame de la Pommeraye verglichen mit der „naiv-unschuldigen“ Mademoiselle de Joncquières dennoch „Mitleid oder zumindest Verständnis“ aufbringen. Der Film sei für das Netflix-Publikum sicherlich kein „Crowd Pleaser“, zumal „es […] nur wenig Handlung [gibt]“. Dennoch sei er „nicht zuletzt wegen einer wunderbar verschlagen spielenden Cécile de France sehenswert“. Auch „die schöne Ausstattung“ könne überzeugen.
Laut der New York Times lenke der Regisseur die Sympathien des Zuschauers „mühelos“, während sich die Handlung „im Zickzack“ auf „ihre letztlich überraschende und recht befriedigende Lösung“ zubewege. Die Los Angeles Times empfahl jedem, dem der Stoff von Gefährliche Liebschaften gefalle, sich den Kostümfilm von Emmanuel Mouret mit seinem „ähnlich boshaften Sinn für amüsante Melodramen“ anzuschauen. Der Film sei zwar insgesamt zu seicht inszeniert, was der emotionalen Tiefe abträglich sei, doch biete er dennoch viel Unterhaltung „dank seiner bissigen Schlagfertigkeit und umwerfender Kulissen“, die die Darsteller „oft wie Figuren in aufwändigen Puppenhäusern aussehen lassen“.
Für Variety war Der Preis der Versuchung ein „raffiniert gestaltetes Kostümdrama“, das „wie ein schlauer Casanova“ in seinem beharrlich charmanten Werben nur langsam seine wahren Intentionen „als geschickt choreografierter Reigen aus Intrigen, Verführung und Rache ganz im Stil von Gefährliche Liebschaften“ offenlege. Entstanden sei ein „exquisit montierter und wunderschön fotografierter Film“, der anfangs „gemächlich“ inszeniert, mit „äußerst cleveren Bonmots“ gespickt und mit seinen späteren ernsten Untertönen „umso unterhaltsamer“ sei. Er halte einige Überraschungen bis zu seiner „sehr zufriedenstellenden Auflösung“ bereit, was die Leistungen der Darsteller umso erstaunlicher mache. Cécile de France und Édouard Baer seien als Hauptdarsteller „perfekt aufeinander abgestimmt“. Alice Isaaz sei „in ihrer emotionalen Ehrlichkeit schmerzlich glaubwürdig“, während Laure Calamy ein „unaufdringliches Porträt“ als Madame de la Pommerayes Vertraute biete, die ihrer Freundin wohlgesonnen sei, sich jedoch gleichzeitig leicht erschrocken über deren mangelndes Urteilsvermögen zeige.

### Auszeichnungen
Der Film war 2018 auf dem Toronto International Film Festival im Rennen um den Preis der Sektion „Platform“. Noch im selben Jahr war er für den Louis-Delluc-Preis nominiert. Bei der Verleihung des César 2019 war Der Preis der Versuchung in den sechs Kategorien Bestes adaptiertes Drehbuch, Beste Hauptdarstellerin (Cécile de France), Bester Hauptdarsteller (Édouard Baer), Beste Kamera, Beste Kostüme und Bestes Szenenbild nominiert. Mit dem César ausgezeichnet wurden die Kostüme von Pierre-Jean Larroque.
Der Film war 2019 zudem für den Globe de Cristal nominiert, für den auch de France in der Kategorie Beste Darstellerin eine Nominierung verbuchen konnte. Bei der Verleihung des Prix Lumière war das Kostümdrama in den Kategorien Bester Film, Bestes Drehbuch, Beste Darstellerin (Cécile de France) und Beste Kamera nominiert. In der Kategorie Beste Hauptdarstellerin erhielt de France auch eine Nominierung für den belgischen Filmpreis Magritte, ging jedoch auch hier leer aus.

## Deutsche Fassungen
Eine erste deutsche Synchronfassung entstand für Netflix bei SDI Media in Berlin nach dem Dialogbuch von Marion Machado Quintela, die auch die Dialogregie führte. Eine zweite Fassung für die Fernsehausstrahlung auf Arte wurde durch die Studio Hamburg Synchron in Berlin realisiert. Dialogbuch und -regie übernahm dabei Beate Klöckner.
| Rolle                       | Darsteller        | Synchronsprecher Netflix | Synchronsprecher Arte |
| --------------------------- | ----------------- | ------------------------ | --------------------- |
| Madame de la Pommeraye      | Cécile de France  | Tanja Geke               | Mia Diekow            |
| Marquis des Arcis           | Édouard Baer      | Patrick Winczewski       | Tim Knauer            |
| Mademoiselle de Joncquières | Alice Isaaz       | Lina Rabea Mohr          | Derya Flechtner       |
| Madame de Joncquières       | Natalia Dontcheva | Victoria Sturm           | Katrin Zimmermann     |
| Freundin der Madame         | Laure Calamy      | Uschi Hugo               | Anna Grisebach        |
| Kurtisane                   | Manon Kneusé      | Marieke Oeffinger        | Lena Schmidtke        |
| Diener der Madame           | Arnaud Dupont     | Sascha Gluth             |                       |
| Adlige                      | Gabrielle Atger   | Sabine Winterfeldt       |                       |
| Adliger                     | Jean-Michel Lahmi | Bernhard Völger          |                       |
| Dienstmädchen des Marquis   | Emilie Aubertot   | Denise Kanty             |                       |